# Campionati mondiali di volo con gli sci 2006
I Campionati mondiali di volo con gli sci 2006, diciannovesima edizione della manifestazione, si svolsero dal 12 al 15 gennaio a Tauplitz, in Austria, e contemplarono esclusivamente gare maschili. Furono assegnati due titoli.

## Risultati

### Individuale
| Posizione | Atleta             | Nazione  | Punti |
| --------- | ------------------ | -------- | ----- |
| 1         | Roar Ljøkelsøy     | Norvegia | 788,0 |
| 2         | Andreas Widhölzl   | Austria  | 762,4 |
| 3         | Thomas Morgenstern | Austria  | 752,2 |
| 4         | Martin Koch        | Austria  | 741,8 |
| 5         | Michael Uhrmann    | Germania | 721,3 |
| 6         | Andreas Küttel     | Svizzera | 719,0 |

Trampolino: Kulm

4 serie di salti

### Gara a squadre
| Posizione | Nazione   | Atleti                                                            | Punti  |
| --------- | --------- | ----------------------------------------------------------------- | ------ |
| 1         | Norvegia  | Bjørn Einar Romøren Lars Bystøl Tommy Ingebrigtsen Roar Ljøkelsøy | 1497,9 |
| 2         | Finlandia | Janne Happonen Tami Kiuru Matti Hautamäki Janne Ahonen            | 1477,2 |
| 3         | Germania  | Michael Neumayer Georg Späth Alexander Herr Michael Uhrmann       | 1374,0 |
| 4         | Austria   | Martin Koch Thomas Morgenstern Andreas Kofler Andreas Widhölzl    | 1290,6 |
| 5         | Slovenia  | Jernej Damjan Rok Benkovič Robert Kranjec Primož Peterka          | 1252,2 |
| 6         | Svizzera  | Andreas Küttel Michael Möllinger Guido Landert Simon Ammann       | 1225,9 |

Trampolino: Kulm

2 serie di salti

## Medagliere per nazioni
| Posizione | Nazione   | Oro | Argento | Bronzo | Totale |
| --------- | --------- | --- | ------- | ------ | ------ |
| 1         | Norvegia  | 2   | 0       | 0      | 2      |
| 2         | Austria   | 0   | 1       | 1      | 2      |
| 3         | Finlandia | 0   | 1       | 0      | 1      |
| 4         | Germania  | 0   | 0       | 1      | 1      |